# Кумулус
Кумулус (лат. cumulus — гомила) је врста ниских облака. Називају се још и гомиласти. Настају при интензивним вертикалним струјањима ваздуха, искључиво од водених капљица. Састоје се гомилица беле боје са хоризонталном основом и врхом облика пласта сена или купе. Дају ретке и слабе падавине. Појављују се ујутро, преко дана достижу највеће простирање, а до ноћи нестану. Развијају се на висини од 1.000—2.000 метара.
Кумулусни облаци су често претходници других врста облака, као што је кумулонимбус, када су под утицајем временских фактора као што су нестабилност, влага и температурни градијент. Нормално, кумулусни облаци производе мало или нимало падавина, али могу прерасти у загушења која носе падавине или кумулонимбус облаке. Кумулусни облаци се могу формирати од водене паре, прехлађених капљица воде или кристала леда, у зависности од температуре околине. Долазе у многим различитим подформама и генерално хладе земљу рефлектујући долазно сунчево зрачење. Кумулусни облаци су део веће категорије слободно-конвективних кумулиформних облака, који укључују кумулонимбусне облаке. Овај други тип рода се понекад категорише засебно као кумулонимбиформни због своје сложеније структуре која често укључује кружни или наковасти врх. Постоје и кумулиформни облаци ограничене конвекције који се састоје од стратокумулуса (ниског степена), алтокумулуса (средње етапе) и цирокумулуса (високог степена). Ова последња три типа рода се понекад класификују одвојено као стратокумулиформни.

## Подела
Кумулуси се могу поделити на неколико врста и подврста:
- — гомиласт слабо развијен
- — гомиласт умерен
- — гомиласт моћан
- — гомиласт поцепан
- — гомиласт зракаст

## Формирање
Кумулусни облаци се формирају атмосферском конвекцијом када ваздух загрејан површином почиње да се диже. Како се ваздух диже, температура опада (пратећи стопу опадања), узрокујући пораст релативне влажности (RH). Ако конвекција достигне одређени ниво, релативна влажност достиже 100 процената, и почиње „влажно-адијабатска” фаза. У овом тренутку долази до позитивне повратне спреге: пошто је RH изнад 100%, водена пара се кондензује, ослобађајући латентну топлоту, загревајући ваздух и подстичући даљу конвекцију.
У овој фази, водена пара се кондензује на различитим језгрима присутним у ваздуху, формирајући кумулусни облак. Ово ствара карактеристичан натечени облик равног дна повезан са кумулусним облацима. Висина облака (од његовог дна до врха) зависи од температурног профила атмосфере и присуства било каквих инверзија. Током конвекције, околни ваздух се увлачи (меша) са топлим и укупна маса узлазног ваздуха се повећава. Киша се формира у кумулусном облаку кроз процес који укључује две недискретне фазе. Прва фаза се јавља након што се капљице споје на различита језгра. Лангмјур наводи да површински напон у капљицама воде обезбеђује нешто већи притисак на капљицу, подижући притисак паре за малу количину. Повећани притисак доводи до тога да те капљице испаре и резултирајућа водена пара се кондензује на већим капљицама. Због изузетно мале величине капљица воде која испарава, овај процес постаје у великој мери бесмислен након што веће капљице нарасту на око 20 до 30 микрометара, а друга фаза постане доминантна. У фази акреције, кишна кап почиње да пада, а друге капљице се сударају и комбинују са њом да би повећале величину капи кише. Лангмјур је успео да развије формулу, која предвиђа да ће полупречник капљице неограничено расти у дискретном временском периоду.

## Опис
Утврђено је да се густина течне воде унутар кумулусног облака мења са висином изнад основе облака, а не да је приближно константна у целом облаку. У једној посебној студији, утврђено је да је концентрација нула на бази облака. Како се висина повећавала, концентрација се брзо повећавала до максималне концентрације близу средине облака. Утврђено је да је максимална концентрација све до 1,25 грама воде по килограму ваздуха. Концентрација је полако опадала како се висина повећавала до висине врха облака, где је одмах поново пала на нулу.
Кумулусни облаци се могу формирати у линијама које се протежу на преко 480 km (300 mi) дужине које се називају улице облака. Ове улице облака покривају огромна подручја и могу бити испрекидане или непрекидне. Настају када смицање ветра изазива хоризонталну циркулацију у атмосфери, стварајући дугачке, цевасте улице облака. Они се генерално формирају током система високог притиска, као што је након хладног фронта.
Висина на којој се облак формира зависи од количине влаге у топлотном окружењу која формира облак. Влажан ваздух ће генерално довести до ниже базе облака. У умереним подручјима, основа кумулусних облака је обично испод 550 m (1.800 ft) изнад нивоа тла, али може да се креће до 2.400 m (7.900 ft) у висини. У сушним и планинским областима, база облака може бити већа од 6.100 m (20.000 ft).
Кумулусни облаци могу бити састављени од кристала леда, капљица воде, прехлађених капљица воде или њихове мешавине. Капљице воде настају када се водена пара кондензује на језгрима, а затим се могу спојити у све веће и веће капљице.
Једна студија је открила да су се у умереним регионима проучаване базе облака кретале од 500 до 1.500 m (1.600 до 4.900 стопа) изнад нивоа тла. Ови облаци су обично били изнад 25 °C (77 °F), а концентрација капљица се кретала од 23 до 1.300 капљица по кубном центиметру (380 до 21.300 по кубном инчу). Ови подаци су узети из растућих изолованих кумулусних облака који нису преципитирани. Капљице су биле веома мале, у пречнику до око 5 микрометара. Иако су можда биле присутне мање капљице, мерења нису била довољно осетљива да би их открила. Најмање капљице пронађене су у доњим деловима облака, а проценат великих капљица (око 20 до 30 микрометара) драматично расте у горњим деловима облака. Дистрибуција величине капљица била је благо бимодална по природи, са врховима на малим и великим величинама капљица и благим падовима у средњем опсегу величине. Искривљеност је била отприлике неутрална. Штавише, велика величина капљица је отприлике обрнуто пропорционална концентрацији капљица по јединици запремине ваздуха.
На појединим местима кумулусни облаци могу имати „рупе“ где нема капљица воде. Ово се може десити када ветрови раздвоје облак и инкорпорирају ваздух из околине или када јака силазна струја испарава воду.

### Подобрасци
Кумулусни облаци долазе у четири различите форме, кумулус хумилис, медиокрис, конгестус и фрактус. Ове врсте могу бити распоређене у варијетет, кумулус радијатус; и то може бити праћено са до седам додатних карактеристика, кумулус пилеус, велум, вирга, праеципитатио, аркус, панус и туба.
Врста кумулус фрактус је храпавог изгледа и може се формирати на чистом ваздуху као претходница кумулус хумилиса и већих врста кумулуса; или се може формирати у падавинама као додатна карактеристика панус (такође названа скад) која такође може укључивати стратус фрактус лошег времена. Кумулус хумилис облаци изгледају као подбули, спљоштени облици. Облаци кумулус медиокрис изгледа слично, осим што имају неки вертикални развој. Кумулус конгестус облаци имају структуру налик карфиолу и уздижу се високо у атмосферу, те отуда њихов алтернативни назив „високи кумулус“. Разнолики кумулус радијатус формирају се у радијалним тракама које се називају улице облака и може да обухвата било коју од четири врсте кумулуса.
Допунске карактеристике кумулуса најчешће се виде код врсте конгестус. Кумулус вирго облаци су кумулусни облаци који производе виргу (падавине које испаравају док су у висини), а cumulus praecipitatio производе падавине које достижу површину Земље. Cumulus pannus се састоји од исецканих облака који се обично појављују испод матичног кумулуса током падавина. Cumulus arcus облаци имају фронт налета, а cumulus tuba облаци имају левкасте облаке или торнада. Cumulus pileus облаци се односе на кумулусне облаке који су нарасли тако брзо да присиљавају формирање гомиле изнад врха облака. Cumulus velum облаци имају вео од леденог кристала изнад растућег врха облака. Постоје и кумулус катарактагенитус. Они су формирани од водопада.